# Pero Škorić
Petar "Pero" Škorić (* 18. Juni 1969) ist ein ehemaliger serbischer Fußballspieler. Der Defensivspieler wurde 1987 mit Jugoslawien Juniorenweltmeister und spielte seit den frühen 1990er Jahren bei verschiedenen meist unterklassigen süddeutschen Fußballvereinen.
Škorić begann seine Karriere beim jugoslawischen Erstligisten Vojvodina Novi Sad, bevor er Anfang der 1990er Jahre nach Deutschland wechselte. Zuerst spielte er für den SC 08 Bamberg, bevor ihn der Karlsruher SC für die Saison 1993/94 unter Vertrag nahm. Škorić kam jedoch nie in der Bundesliga zum Einsatz, bevor er 1994 zur SpVgg Bayreuth in die Bayernliga wechselte, dort erzielte er in zwei Jahren fünf Tore bei 41 Einsätzen. Zur Saison 1996/97 wechselte er zum Regionalligisten SC Weismain, nach nur einem halben Jahr wechselte er zum Ligakonkurrenten SV Darmstadt 98, mit dem er am Ende der Saison in die Oberliga abstieg. Nach 31 Regionalliga- und 18 Zweitliga-Einsätzen ohne Torerfolg, verließ er Darmstadt und ging für die Spielzeit 2002/03 zum Bayernligisten TSV Gerbrunn. Danach folgten noch Stationen bei unterklassigen Vereinen, wie dem ATS Kulmbach und der zweiten Mannschaft von Darmstadt 98.